# محوطه نم نپشت
محوطه نم نپشت مربوط به سده‌های اولیه دوران‌های تاریخی پس از اسلام است و در شهرستان ماسال، بخش مرکزی، دهستان ماسال، روستای نم نپشت واقع شده و این اثر در تاریخ ۱۲ دی ۱۳۸۶ با شمارهٔ ثبت ۲۰۴۷۶ به‌عنوان یکی از آثار ملی ایران به ثبت رسیده است.